# 諸葛豊
諸葛 豊（しょかつ ほう、生没年不詳）は、前漢の政治家。字は少季。琅邪郡の人。三国時代に活躍した諸葛亮・諸葛瑾らの先祖とされている。

## 略歴
経書に通じていたことで郡文学となり、剛直と評判になった。貢禹が御史大夫となると、諸葛豊を御史属とし、侍御史に推挙した。元帝は諸葛豊を司隷校尉に抜擢した。諸葛豊は誰であっても忌避することなく監察弾劾し、都では「長いこと会わずにいたのは、諸葛に遭遇したからだ」と言われるようになった。元帝は彼を気に入り、光禄大夫の秩禄を与えた。
当時、元帝の外戚である侍中の許章の賓客が罪を犯し、許章も取り調べの対象となった。諸葛豊は許章を弾劾しようとしていたが、許章が外出するのに偶然出くわすと、諸葛豊は車を停め、司隷校尉が持つ節を掲げて許章に「車を降りろ」と詔を下し逮捕しようとした。許章は車を走らせて逃げ、宮殿に逃げ込んで元帝に助けを求めた。諸葛豊も追いかけ、元帝に上奏したが、元帝は諸葛豊から節を取り上げた。司隷校尉が節を持たなくなったのはこの一件に由来する。
それ以降、元帝は諸葛豊の言葉を取り上げなくなった。また朝廷では諸葛豊が春・夏に人を獄に下し取り調べていると欠点を述べる者が多く、元帝は諸葛豊を城門校尉に転任させた。
その後、諸葛豊は光禄勲周堪・光禄大夫張猛の悪事を上書したが、かつては周堪・張猛を誉めていたことから元帝の不信を買って罷免され、無官のまま死んだ。